# Julius La Rosa
Julius La Rosa (New York, 2 gennaio 1930 – Crivitz, Wisconsin, 12 maggio 2016) è stato un musicista e cantante statunitense di origini italiane, interprete di canzoni tradizionali, fra le quali la canzone siciliana Eh, cumpari!.

## Biografia
La Rosa è nato da genitori immigrati italiani nel quartiere di Brooklyn a New York City. All'età di 17 anni, si arruolò nella Marina degli Stati Uniti dopo aver terminato il liceo, diventando un radiotelegrafista. 
I commilitoni della Marina di La Rosa lo avevano segnalato Arthur Godfrey, una delle principali personalità radiofoniche e televisive americane e lui stesso ufficiale della riserva navale. Dopo un'audizione a Pensacola, in Florida, dove era di stanza La Rosa, Godfrey fu colpito positivamente e gli offrì un lavoro.
Nel novembre 1951 La Rosa fu congedato dalla Marina e andò a New York da Godfrey e una settimana dopo apparve nel suo spettacolo di varietà.

## Discografia

### Album
- Julius La Rosa (RCA Victor, 1956)
- The Port of Love (Guest Star, 1959)
- Love Songs à La Rosa (Roulette, 1959)
- On the Sunny Side (Roulette, 1959)
- The New Julie La Rosa (Kapp, 1961)
- You're Gonna Hear from Me (MGM, 1966)
- Hey, Look Me Over (MGM, 1967)
- Words (Metromedia, 1971)